# Mercedes-AMG C192
De Mercedes-AMG C192 is de tweede generatie van de Mercedes-AMG GT, een sportwagen van het Duitse automerk Mercedes-Benz, of beter gezegd hun submerk Mercedes-AMG. De auto werd gepresenteerd op het Pebble Beach Concours d'Elegance in augustus 2023.

## Ontwerp
In tegenstelling tot zijn voorganger is de C192 er alleen als coupé. De roadster werd geschrapt ten gunste van de Mercedes-AMG SL. Dankzij een lengtetoename van zo'n 15 cm kan de tweede generatie GT geleverd worden met een optionele neerklapbare achterbank, die echter alleen plaats biedt aan mensen tot 1,50 meter lang.
In september 2023 presenteerde Mercedes-AMG op de IAA in München de GT Concept E Performance, een voorsmaakje van een hybride versie van GT.

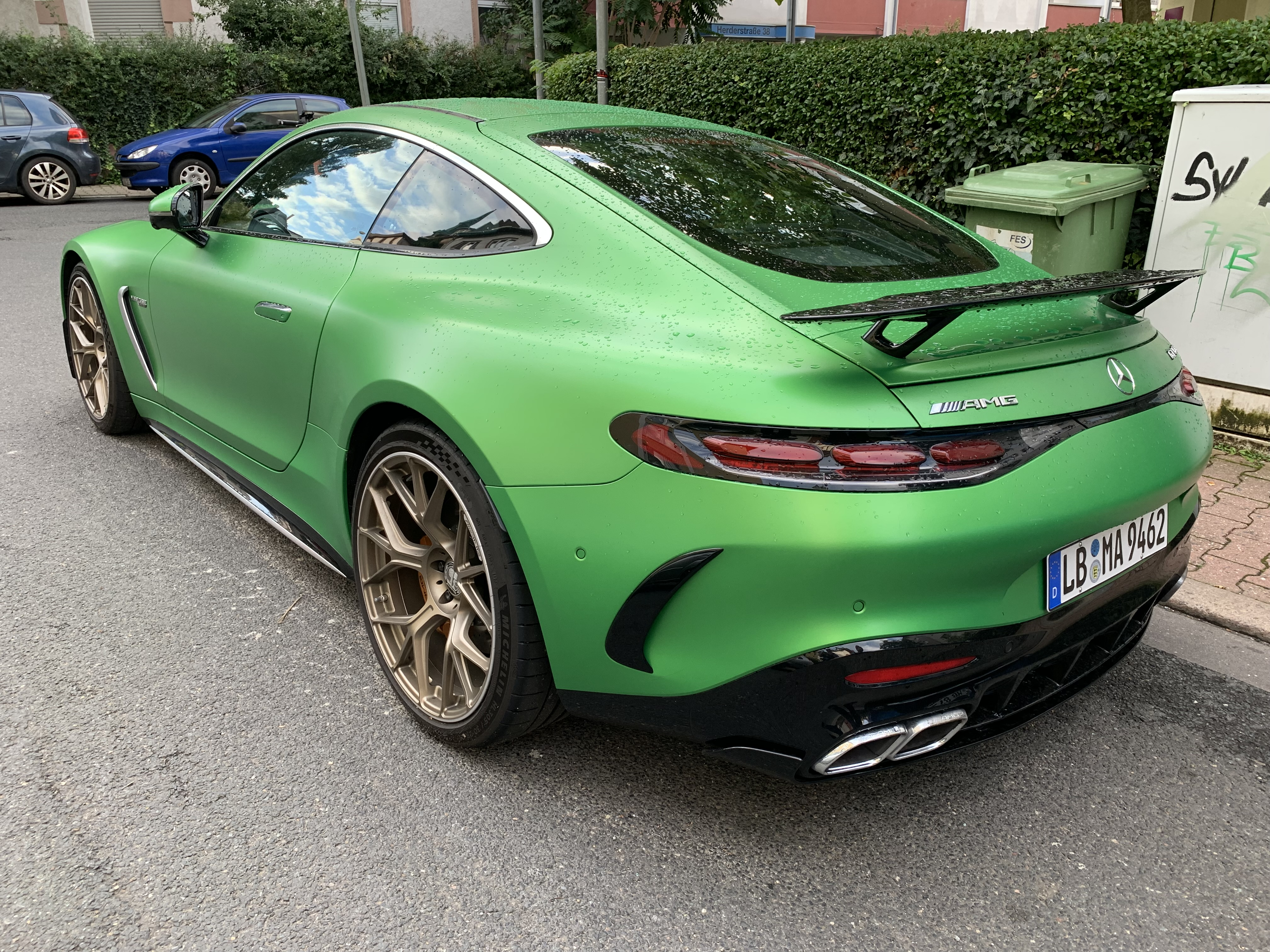
Tweede generatie GT, achteraanzicht
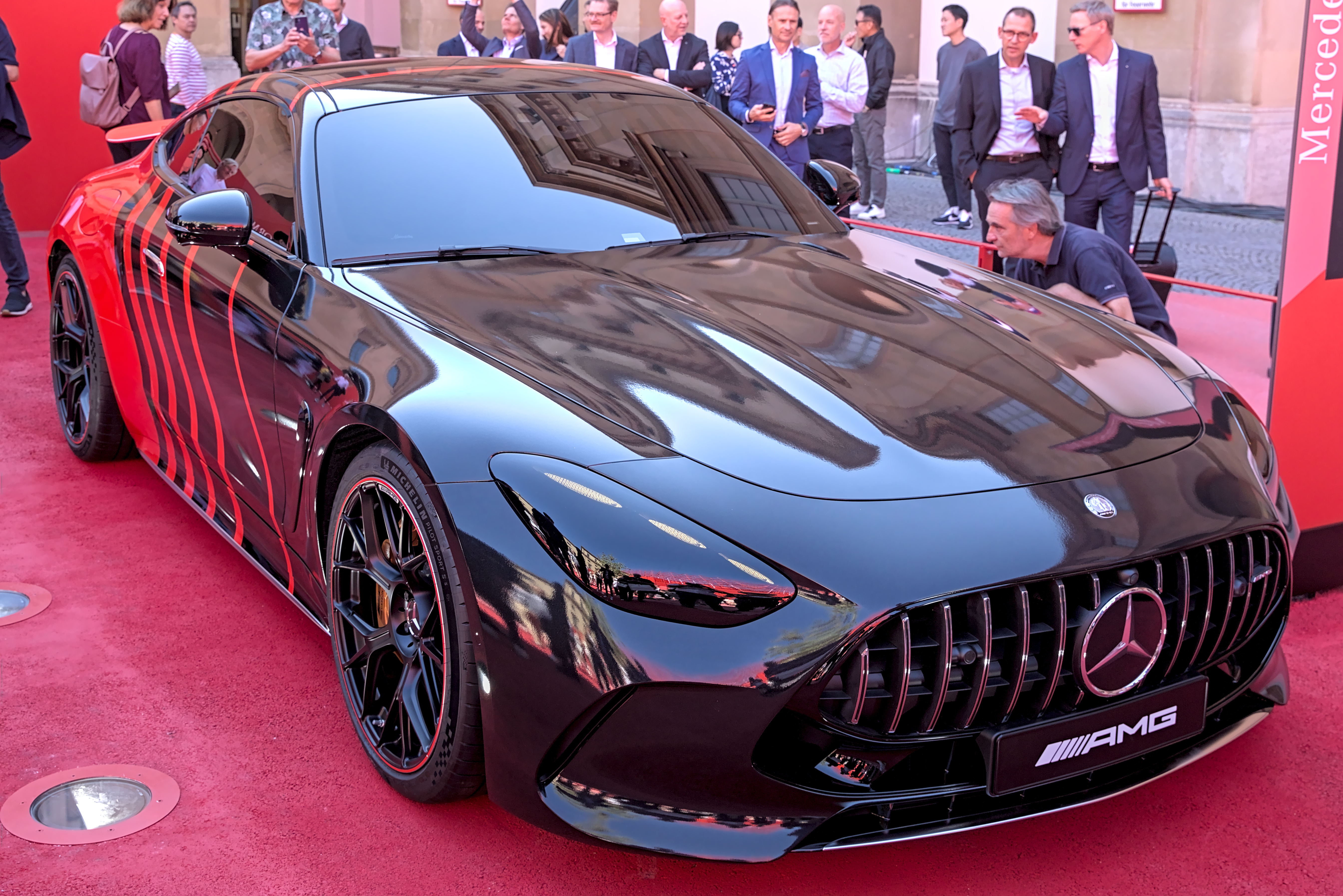
GT Concept E Performance
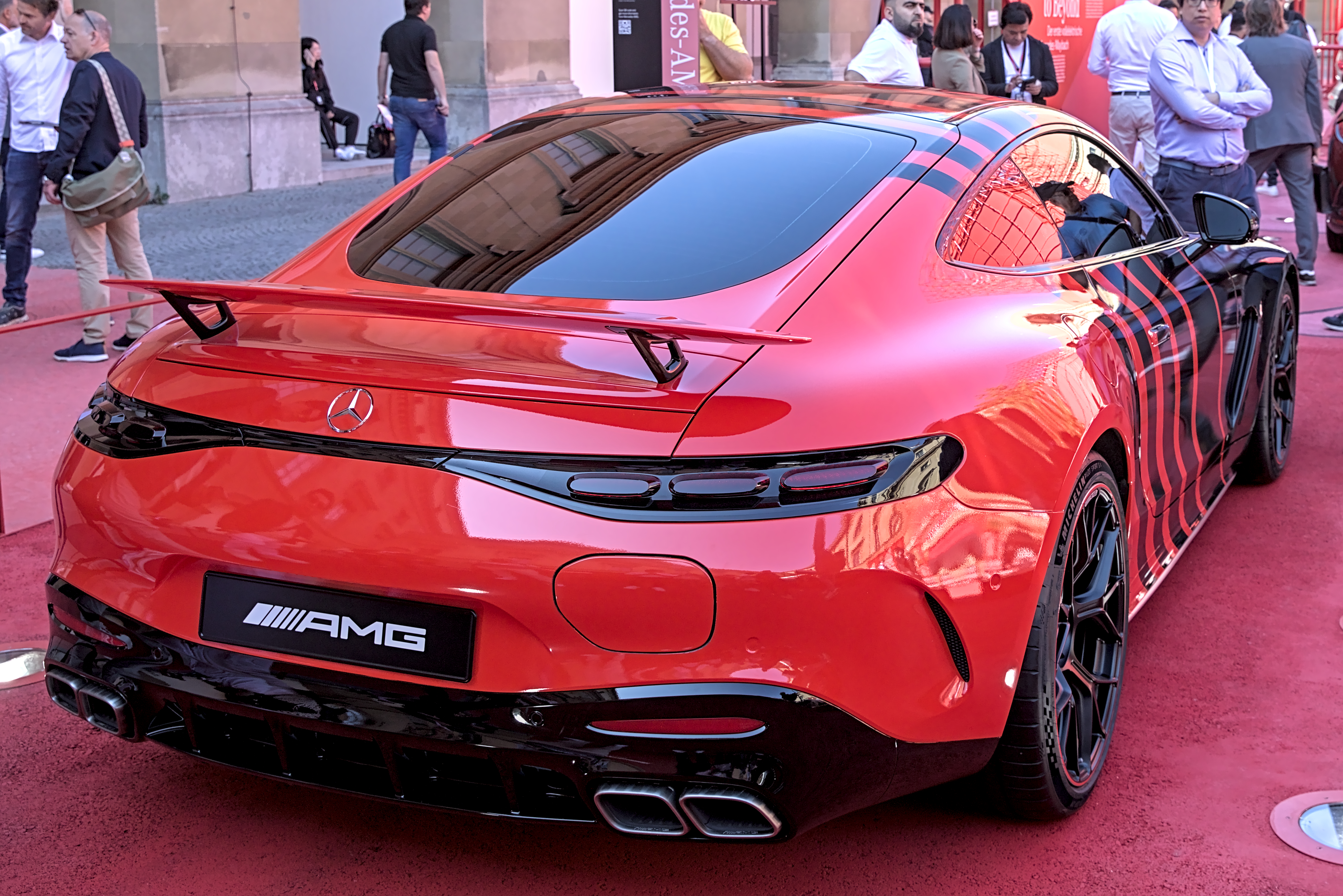
GT Concept E Performance, achteraanzicht

## Technisch
De C192, die bijna twee ton weegt, wordt aangedreven door een vierliter V8-benzinemotor met vierwielaandrijving en een 9-traps automatische transmissie met negen versnellingen in twee prestatieniveaus. De topsnelheid bedraagt zo'n 315 km/u.
| Aanduiding    | Motor      | Vermogen | Koppel | Gewicht | 0-100 km/u | Topsnelheid | Jaartal      |
| ------------- | ---------- | -------- | ------ | ------- | ---------- | ----------- | ------------ |
| GT 55 4MATIC+ | 3982 cc V8 | 476 pk   | 700 Nm | 1970 kg | 3,9 s      | 295 km/u    | 2023 - heden |
| GT 63 4MATIC+ | 3982 cc V8 | 585 pk   | 800 Nm | 1970 kg | 3,2 s      | 315 km/u    | 2023 - heden |